# Vojaški ordinariat Madžarske
Vojaški ordinariat Madžarske (madžarsko Tábori Püspökség) je rimskokatoliški vojaški ordinariat, ki je vrhovna cerkveno-verska organizacija in skrbi za pripadnike oboroženih sil Madžarske.
Sedež ordinariata je v Budimpešti.

## Škofje
- István Zadravecz (23. marec 1920 - 1926)
- Gáspár Ladocsi (18. april 1994 - 28. november 2001)
- Tamás Szabó (28. november 2001 - 2007)
- László Bíró (2008 - danes)